# فهرست کشتار
فهرست کشتار (انگلیسی: Kill List) یک فیلم ترسناک جنایی به کارگردانی بن ویتلی محصول سال ۲۰۱۱ سینمای بریتانیاست. از بازیگران آن می‌توان به مایکل اسمایلی و می‌آنا بورینگ اشاره کرد.

## پیوند به بیر
- وبگاه رسمی